# De munt van Judea
De munt van Judea is een boek uit 2019. Het werd geschreven door EO-presentator en mediaproducent Kefah Allush. Het was zijn debuutthriller.

## Samenvatting
Gabriel Davids krijgt een e-mailbericht dat verwijst naar zijn Palestijnse vader, die dertig jaar geleden verdween. Het bericht is afkomstig van een antiquair uit Jeruzalem, die hem uitnodigt een pakket van zijn vader op te komen halen. Met tegenzin stapt hij op het vliegtuig.
De beslissing om af te reizen Jeruzalem werpt hem een zeldzame, kostbare en oude Joodse munt in de schoot. Davids belandt in een gevaarlijke zoektocht, die hem leidt naar plaatsen in het Midden-Oosten en Afrika, naar zijn verloren vader. Diens verdwijning blijkt het gevolg te zijn van invloedrijke personen die voor niets terugdeinzen om hun positie zeker te stellen. Davids wil achterhalen hoe zijn vader kwam aan deze munt en wat maakt dat de onbekenden tot alles bereid zijn om deze te bemachtigen.

## Prijzen en nominaties
| Jaar | Prijs        | Categorie                               | Resultaat   | Ref.  |
| ---- | ------------ | --------------------------------------- | ----------- | ----- |
| 2019 | Gouden Strop | Beste Nederlandstalige, spannende roman | Genomineerd | [ 4 ] |
| 2019 | Schaduwprijs | Spannendste Nederlandstalige debuut     | Genomineerd | [ 4 ] |

## Trivia
- Allush is op alle plaatsen die voorkomen in het boek zelf geweest.[5]